# Microdiores rwegura
Espèce
Microdiores rwegura est une espèce d'araignées aranéomorphes de la famille des Zodariidae.

## Distribution
Cette espèce est endémique du Burundi. Elle se rencontre dans le parc national de la Kibira.

## Description
Le mâle holotype mesure 2,00 mm.

## Étymologie
Son nom d'espèce lui a été donné en référence au lieu de sa découverte, la forêt de Rwegura.

## Publication originale
- Nzigidahera & Jocqué, 2010 : On new species of Microdiores (Araneae, Zodariidae) from central and east Africa. ZooKeys, vol. 48, p. 11-19 (texte intégral).